# 이토 켄토
이토 켄토(伊東健人, 1988년 10월 18일 ~ )는 일본의 성우 및 가수이다.

## 작품

### TV 프로그램
2020년
- 히프노시스 마이크 (칸논자카 돗포)